# Massacre de Makugwe
 (août 2024).
Le massacre de Makugwe est survenu le 22 janvier 2023 à Makugwe, en République démocratique du Congo, lorsque des islamistes ont tué une vingtaine de personnes,.

## Contexte
Les Forces démocratiques alliées sont un groupe islamiste ougandais qui a commencé une insurrection en 1996. Elle s'est étendue à la RDC et s'est intensifiée au cours des années 2010. Leurs attaques au Nord-Kivu sont la cause du massacre de Beni (ville) (en) en 2016. À la fin des années 2010, leur groupe a noué des liens étroits avec l'État islamique. Ils ont bombardé une église à Kasindi, au Nord-Kivu, le 15 janvier 2023.

## Massacre
Dans la soirée du 22 janvier 2023, les Forces démocratiques alliées ont tué entre 17 et 24 personnes à Makugwe, un village du territoire de Beni, au Nord-Kivu, dans l'est de la République démocratique du Congo. Le massacre s'est produit dans un bar. Les insurgés ont également pillé et incendié plusieurs maisons et magasins, et enlevé plusieurs personnes. Le député provincial Saidi Balikwisha, qui se trouvait à Makugwe lors de l'attaque, a affirmé que le nombre de morts était de 23 et a déclaré qu'au moins 3 autres personnes étaient portées disparues,. Le 23 janvier, l'État islamique a revendiqué la responsabilité de l'attaque.